# Оникій Остафійович Горностай
Оникій (Іоанникій, Іоннікій, Аникій) Остафійович (Євстафієвич) Горностай (раніше 1517 р. — після 1567 р.) — київський боярин, шляхтич Великого князівства Литовського.

## Життєпис
У 1517 р. підписок руської канцелярії, у 1518–1528 рр. господарський дворянин та довірена особа королеви Бони, у 1529 р. державця дубицький (1533—1542 рр.) та канівський, ключник віленський у 1533–1542 р.р. по смерті його тестя на цій посаді Григорія Ісайовича Громико (на цьому уряді фіксується ще у 1537 p.), писар Великого князівства Литовського «з руських справ» короля Сигізмунда I у 1539 р. (1536–1541 рр.), староста черкаський й канівський 1544–1547 р. (намісник тих замків), у 1544 р. державця волковиський, державця любошанський 1546–1555 рр. (до 1560 р.), староста берестейський (1526–1544 рр.), староста гомельський у 1547–1552 рр. (замість державця гомельського замку Яна Хрщоновича) і староста річицький у 1555–1563 рр., у 1551 р. після свого брата Івана Горностая — маршалок надворний, у 1567 р. — стає ротмістром ВКЛ.
Він підтримував тісні контакти з козаками, котрі постачали коней, зброю, провіант. За покровительство над козаками отримував частину здобичі, захопленої під час походів. Зміцнення зв'язку між представником місцевої влади і козаками відбувалося в процесі служби останніх у конвойних командах, які використовувались для охорони воєводських чи старостинських осіб під час поїздок або ж відсічі нападів татар на замок.
- 21 липня 1541 року пан Оникій Горностай був послом великого князя до Орди (Кафи)[5].

- 29 вересня 1544 року старостою черкаським і канівським став Оникій Горностай. Але було судове рішення короля Сигізмунда І Старого від 6 травня 1546 р. з приводу позову міщан на старосту Оникія Горностая[6]. Не минуло й двох років, як черкаські бояри, слуги й міщани примушені були скаржитися королеві на пана Оникія Горностая за те, що він «не виконує попередніх уставних грамот та королівських листів». Вислухавши скаргу, король Сигізмунд I Старий послав цьому старості листа:

|  | «абы въ бояръ, слугь и мѣщанъ черкаскихъ надъ уставу ихъ: ничого большъ не вымагалъ». |

Суперечки із черкасцями примусили Оникія Горностая 1547 р. «добровольно» покинути Черкаси.
- 6 вересня 1547 р. король прийняв від Оникія Горностая Черкаси і Канів, і дав йому у «держанье» Гомельський замок, де старостував до того часу пан Ян Хрщонович[10][11].

- 23 вересня 1554 року черкаський і канівський староста Оникій Горностай дав на користь Київського Пустинно-Миколаївського монастиря «вводний запис» на володіння урочищами й угіддями з бобровими гонами й рибною ловлею по Дніпру від Вереміївки до с. Недогарки[12]:

|  | Я, Аникій Горностай, «при тых всех угодьях с урочища Быстрица аж до Ердани, Игумена Алексея и всю братию заставил». |

- 26 жовтня 1565 р. було відправлено офіційного листа від пана маршалка дворного Василія Фурса з метою «збирання сейму» й участі (серед інших запрошених) пана Оникія Горностая у Трабському сеймі 1565 р. та Віленському сеймі 1565—1566 рр.[13].

## Особисте життя
Його батько — Остафій Горностай, матір — Марія Семенівна Скіпорівна. Згідно ревізії житомирського замку у 1545 р. брати Іван та Оникій Горностаї були власниками Тулині, Соснова в Житомирському повіті. Оникій тримав дубицьке й конявське староства. Відповідно актів у 1555 р. передав будинок у м. Вільно, що отримав у посаг від своєї дружини Анастасії Григорівни Громико, своєму зятеві князю Івану Крошинському, котрий був одружений з його дочкою Богданною. У 1558 р. після смерті свого брата Івана Остафієвича Горностая зайняв його земельні володіння в Київському повіті (через що мав судові позови від племінників Івана та Гаврила у 1565–1566 рр.). У 1528 р. Оникій Горностай виставив лише 4 вершники для оборони земської. Мешкав Оникій переважно у маєтку Дудаковичі в Оршанському повіті.
До своїх київських володінь він рідко навідувався. За ревізією овруцького замку 1545 р. Оникій володів двором у замку, за яким були записані 2 підданих. Тестаментом від 1562 р. він заповів своєму синові Фридерику (Фредеріку, Фрідріхові) Горностаю половину сіл Рохтичі й Дитятки. Друга ж їх половина відійшла до синів його померлого брата Івана Горностая.
Перша його дружина була Анастасія Григорівна Громико (донька Григорія Ісайовича Громико). Від другої дружини Богдани Богданівни Хрептович (доньки Богдана Хрептовича) він отримав посаг: частку маєтку Гори та Дудаковичі в Оршанському повіті (від його тещі Овдотьї, княжни роду Друцькі-Горські). З другого шлюбу він мав одного сина Фридерика (Фредеріка, Фрідріха) Горностая, котрий не лишив по собі нащадків, і тому маєтки перейшли до стрийкових братів.
Оникій Остафійович Горностай належав до роду Горностаїв, котрі користувалися гербом «Вага», а після отриманого «привілею» від Сигізмунда II Августа — гербом Гіпоцентавра.

## Родовід
|                 |                 |                 |                 |                 |                 |  |  |                   |                   |                   |                   |                   |                   |  |  |        |        |        |        |        |        |  |  | Гаврило  | Гаврило  | Гаврило  | Гаврило  | Гаврило  | Гаврило  |  |  | Єронім | Єронім | Єронім | Єронім | Єронім | Єронім |  |  | Самійло | Самійло | Самійло | Самійло | Самійло | Самійло |  |  | Михайло   | Михайло   | Михайло   | Михайло   | Михайло   | Михайло   |
|                 |                 |                 |                 |                 |                 |  |  |                   |                   |                   |                   |                   |                   |  |  |        |        |        |        |        |        |  |  | Гаврило  | Гаврило  | Гаврило  | Гаврило  | Гаврило  | Гаврило  |  |  | Єронім | Єронім | Єронім | Єронім | Єронім | Єронім |  |  | Самійло | Самійло | Самійло | Самійло | Самійло | Самійло |  |  | Михайло   | Михайло   | Михайло   | Михайло   | Михайло   | Михайло   |
|                 |                 |                 |                 |                 |                 |  |  |                   |                   |                   |                   |                   |                   |  |  | Іван   | Іван   | Іван   | Іван   | Іван   | Іван   |  |  | Іван     | Іван     | Іван     | Іван     | Іван     | Іван     |  |  |        |        |        |        |        |        |  |  |         |         |         |         |         |         |  |  | Анна      | Анна      | Анна      | Анна      | Анна      | Анна      |
|                 |                 |                 |                 |                 |                 |  |  |                   |                   |                   |                   |                   |                   |  |  | Іван   | Іван   | Іван   | Іван   | Іван   | Іван   |  |  | Іван     | Іван     | Іван     | Іван     | Іван     | Іван     |  |  |        |        |        |        |        |        |  |  |         |         |         |         |         |         |  |  | Анна      | Анна      | Анна      | Анна      | Анна      | Анна      |
| Роман Івашкович | Роман Івашкович | Роман Івашкович | Роман Івашкович | Роман Івашкович | Роман Івашкович |  |  | Остафій Горностай | Остафій Горностай | Остафій Горностай | Остафій Горностай | Остафій Горностай | Остафій Горностай |  |  |        |        |        |        |        |        |  |  | Єрмоген  | Єрмоген  | Єрмоген  | Єрмоген  | Єрмоген  | Єрмоген  |  |  |        |        |        |        |        |        |  |  |         |         |         |         |         |         |  |  | Єлизавета | Єлизавета | Єлизавета | Єлизавета | Єлизавета | Єлизавета |
| Роман Івашкович | Роман Івашкович | Роман Івашкович | Роман Івашкович | Роман Івашкович | Роман Івашкович |  |  | Остафій Горностай | Остафій Горностай | Остафій Горностай | Остафій Горностай | Остафій Горностай | Остафій Горностай |  |  |        |        |        |        |        |        |  |  | Єрмоген  | Єрмоген  | Єрмоген  | Єрмоген  | Єрмоген  | Єрмоген  |  |  |        |        |        |        |        |        |  |  |         |         |         |         |         |         |  |  | Єлизавета | Єлизавета | Єлизавета | Єлизавета | Єлизавета | Єлизавета |
|                 |                 |                 |                 |                 |                 |  |  |                   |                   |                   |                   |                   |                   |  |  |        |        |        |        |        |        |  |  | Остафій  |          |          |          |          |          |  |  |        |        |        |        |        |        |  |  |         |         |         |         |         |         |  |  |           |           |           |           |           |           |
|                 |                 |                 |                 |                 |                 |  |  |                   |                   |                   |                   |                   |                   |  |  |        |        |        |        |        |        |  |  |          |          |          |          |          |          |  |  |        |        |        |        |        |        |  |  |         |         |         |         |         |         |  |  |           |           |           |           |           |           |
|                 |                 |                 |                 |                 |                 |  |  |                   |                   |                   |                   |                   |                   |  |  | Оникій | Оникій | Оникій | Оникій | Оникій | Оникій |  |  | Фрідерик | Фрідерик | Фрідерик | Фрідерик | Фрідерик | Фрідерик |  |  |        |        |        |        |        |        |  |  |         |         |         |         |         |         |  |  |           |           |           |           |           |           |
|                 |                 |                 |                 |                 |                 |  |  |                   |                   |                   |                   |                   |                   |  |  | Оникій | Оникій | Оникій | Оникій | Оникій | Оникій |  |  | Фрідерик | Фрідерик | Фрідерик | Фрідерик | Фрідерик | Фрідерик |  |  |        |        |        |        |        |        |  |  |         |         |         |         |         |         |  |  |           |           |           |           |           |           |